# Список подводных лодок ВМС Польши
Подводные лодки в составе Военно-морских сил Польши появились в начале 1930-х годов, когда в строй вступили три торпедно-минных подводных лодки типа «Вилк» французской постройки. Перед Второй мировой войной Дивизион подводных лодок ВМС Польши был усилен двумя лодками типа «Оржел», заказанными в Нидерландах. Во время Второй мировой войны поляки получили несколько подлодок от Великобритании и США и сражались на стороне союзников, достигнув заметных успехов. После войны Польша, вошедшая в Организацию Варшавского договора, неоднократно получала на вооружение подлодки советской постройки. Последней из них стала до сих пор находящаяся в строю субмарина ORP Orzeł (291) типа 877Э «Варшавянка». На протяжении почти 15 лет эта субмарина оставалась единственной польской подводной лодкой, пока в 2002 году в состав ВМС Польши вошли купленные у Норвегии четыре подлодки типа 207 «Коббен» немецкой постройки. Таким образом, в Польше отсутствует собственная промышленность для строительства подводных лодок, и на вооружении стоят сравнительно устаревшие корабли. Однако, для Балтики этот подводный флот является весьма достойным. Все польские лодки входят в Дивизион подводных лодок 3-й флотилии кораблей и базируются на военный порт Гдыня.

## Подводные лодки ВМС Польши
| № вымпела, Такт. №                                   | Наименование                | Иллюстрация                 | В составе флота             | Выведена из состава флота   | Состояние | Примечания                                                              |
| подводные лодки типа «Вилк»                          | подводные лодки типа «Вилк» | подводные лодки типа «Вилк» | подводные лодки типа «Вилк» | подводные лодки типа «Вилк» | подводные лодки типа «Вилк» | подводные лодки типа «Вилк»                                             |
| ---------------------------------------------------- | --------------------------- | --------------------------- | --------------------------- | --------------------------- | --- | ----------------------------------------------------------------------- |
| N64 (64А)                                            | ORP Wilk «Волк»             |                             | с 31 октября 1931 года      | 28 сентября 1946 года       | разобрана на металл |                                                                         |
| нет                                                  | ORP Ryś «Рысь»              |                             | с 2 августа 1931 года       | 8 сентября 1955 года        | разобрана на металл | В годы Второй мировой войны была интернирована в Швеции                 |
| нет                                                  | ORP Żbik «Лесной кот»       |                             | с 20 февраля 1932 года      | 9 сентября 1955 года        | разобрана на металл | В годы Второй мировой войны была интернирована в Швеции                 |
| подводные лодки типа «Оржел»                         |                             |                             |                             |                             | |                                                                         |
| 85A                                                  | ORP Orzeł «Орёл»            |                             | с 2 февраля 1939 года       | 11 июня 1940 года           | погибла в Северном море при невыясненных обстоятельствах, предположительно подорвалась на минах между 23 мая и 8 июня                                          |                                                                         |
| нет                                                  | ORP Sęp «Гриф»              |                             | с 16 апреля 1939 года       | 2 сентября 1969 года        | разобрана на металл |                                                                         |
| подводные лодки типа U                               |                             |                             |                             |                             | |                                                                         |
| 1 м = 3 пикселя                                      |                             |                             |                             |                             | |                                                                         |
| N97                                                  | ORP Sokół «Сокол»           |                             | с 19 января 1941 года       | 27 июля 1945 года           | возвращена Великобритании | бывшая HMS «Арчин» (N97) «Urchin» вернулась в состав ВМФ Великобритании |
| P52                                                  | ORP Dzik «Кабан»            |                             | с 16 декабря 1942 года      | 25 июля 1947 года           | возвращена Великобритании | бывшая HMS P52 вернулась в состав ВМФ Великобритании                    |
| подводные лодки типа S                               |                             |                             |                             |                             | |                                                                         |
| P551                                                 | ORP Jastrząb «Ястреб»       |                             | с 4 ноября 1941 года        | 2 мая 1942 года             | сопровождая арктический конвой PQ-15 в Северном море была ошибочно атакована кораблями сопровождения, получила серьёзные повреждения и была затоплена экипажем | бывшая USS S-25 (SS-130) бывшая HMS P551                                |
| подводные лодки типа «Малютка», проект 96 / XV серия |                             |                             |                             |                             | |                                                                         |
| 301 (P-100) (М-100)                                  | ORP Kaszub «Кашуб»          | 1 м = 3 пикселя             | с 5 июня 1954 года          | 31 декабря 1963 года        | разобрана на металл | бывшая М-290                                                            |
| 302 (P-101) (М-101)                                  | ORP Mazur «Мазур»           | 1 м = 3 пикселя             | с 1 июля 1954 года          | нет данных 1965 года        | разобрана на металл | бывшая М-274                                                            |
| 303 (P-102) (М-102)                                  | ORP Krakowiak «Краковяк»    | 1 м = 3 пикселя             | с 30 апреля 1954 года       | 31 марта 1965 года          | разобрана на металл | бывшая М-236                                                            |
| 304 (P-103) (М-103)                                  | ORP Ślązak «Щлёнзак»        | 1 м = 3 пикселя             | с ноября 1954 года          | 20 октября 1965 года        | разобрана на металл | бывшая М-270 бывшая ORP «Подхаланин» «Podhalanin»                       |
| 305 (P-104) (М-104)                                  | ORP Kujawiak «Куявяк»       | 1 м = 3 пикселя             | с 29 апреля 1955 года       | 31 декабря 1966 года        | потоплена в качестве мишени для отработки авиации | бывшая М-245                                                            |
| 306 (P-105) (М-105)                                  | ORP Mazowsze «Мазовше»      | 1 м = 3 пикселя             | с 29 апреля 1955 года       | 31 декабря 1966 года        | разобрана на металл | бывшая М-246 бывшая ORP «Курп» «Kurp»                                   |
| подводные лодки проекта 613                          |                             |                             |                             |                             | |                                                                         |
| 292                                                  | ORP Orzeł «Орёл»            |                             | с 29 декабря 1962 года      | 30 декабря 1983 года        | разобрана на металл | бывшая С-265                                                            |
| 293                                                  | ORP Sokół «Сокол»           | 1 м = 3 пикселя             | с 14 ноября 1964 года       | 19 декабря 1987 года        | разобрана на металл | бывшая С-278                                                            |
| 294                                                  | ORP Kondor «Кондор»         | 1 м = 3 пикселя             | 10 июня 1965 года           | 30 октября 1985 года        | разобрана на металл | бывшая С-355                                                            |
| 295                                                  | ORP Bielik «Орлан»          | 1 м = 3 пикселя             | 1 июля 1965 года            | 29 сентября 1988 года       | разобрана на металл в Гдыне | бывшая С-279                                                            |
| подводные лодки проекта 641                          |                             |                             |                             |                             | |                                                                         |
| 1 м = 3 пикселя                                      |                             |                             |                             |                             | |                                                                         |
| 292                                                  | ORP Wilk «Волк»             |                             | с 3 ноября 1987 года        | нет данных 2001 года        | разобрана на металл | бывшая Б-98                                                             |
| 293                                                  | ORP Dzik «Кабан»            |                             | с 7 декабря 1988 года       | 7 ноября 2003 года          | разобрана на металл рубка экспонируется в музее в Гдыне | бывшая Б-29                                                             |
| подводная лодка проекта 877Э                         |                             |                             |                             |                             | |                                                                         |
| 1 м = 3 пикселя                                      |                             |                             |                             |                             | |                                                                         |
| 291                                                  | ORP Orzeł «Орёл»            |                             | с 29 апреля 1986 года       |                             | в строю | бывшая Б-351                                                            |
| подводные лодки типа «Коббен»                        |                             |                             |                             |                             | |                                                                         |
| 1 м = 3 пикселя                                      |                             |                             |                             |                             | |                                                                         |
| 294                                                  | ORP Sokół «Сокол»           |                             | с 4 июня 2002 года          |                             | в строю | бывшая KNM Stord (S308) «Стур»                                          |
| 295                                                  | ORP Sęp «Гриф»              |                             | с 16 августа 2002 года      |                             | в строю | бывшая KNM Skolpen (S306) «Скольпен»                                    |
| 296                                                  | ORP Bielik «Орлан»          |                             | с 8 сентября 2003 года      |                             | в строю | бывшая KNM Svenner (S309) «Свеннер»                                     |
| 297                                                  | ORP Kondor «Кондор»         |                             | с 20 октября 2004 года      |                             | в строю | бывшая KNM Kunna (S319) «Кунна»                                         |